# Pergamonmuseet
Pergamonmuseet är ett arkeologiskt museum, beläget på Museumsinsel i Berlin. Bland museets mest kända utställningsobjekt finns den blå Ishtarporten och Pergamonaltaret. Museet ritades av Alfred Messel och uppfördes efter dennes död 1910–1930 under ledning av Ludwig Hoffmann. Museet brukar ha cirka 1,4 miljoner besökare per år vilket gör det till Berlins samt Tysklands mest besökta museum.

## Renovering
Pergamonmuseet stänger för renovering den 23 oktober 2023. Norra flygeln samt museets mittdel med Pergamonsalen beräknas återöppnas våren 2027, medan den södra delen beräknas återöppnas först år 2037.

## Bildgalleri

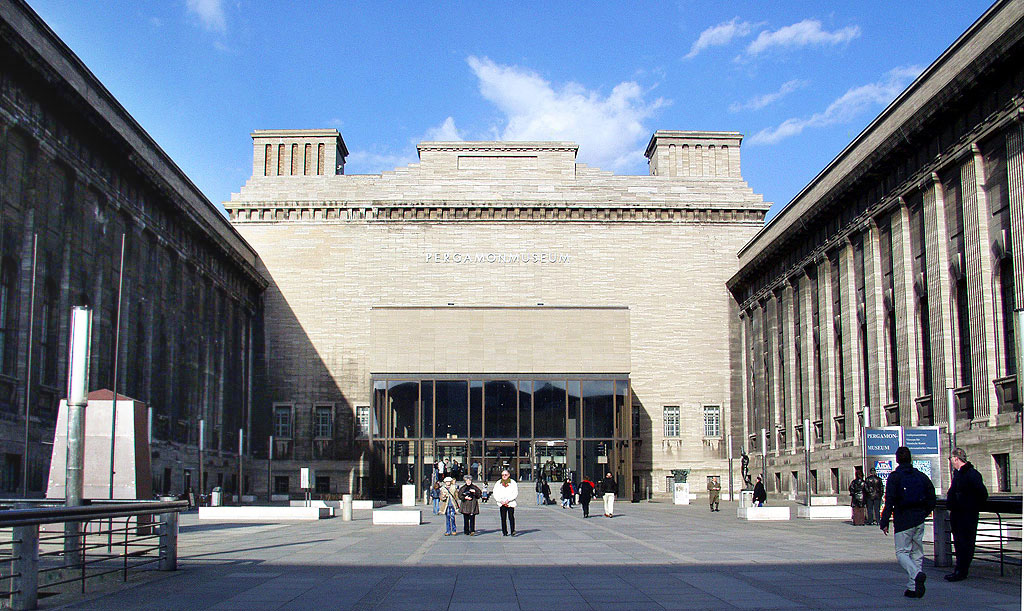
Entrén
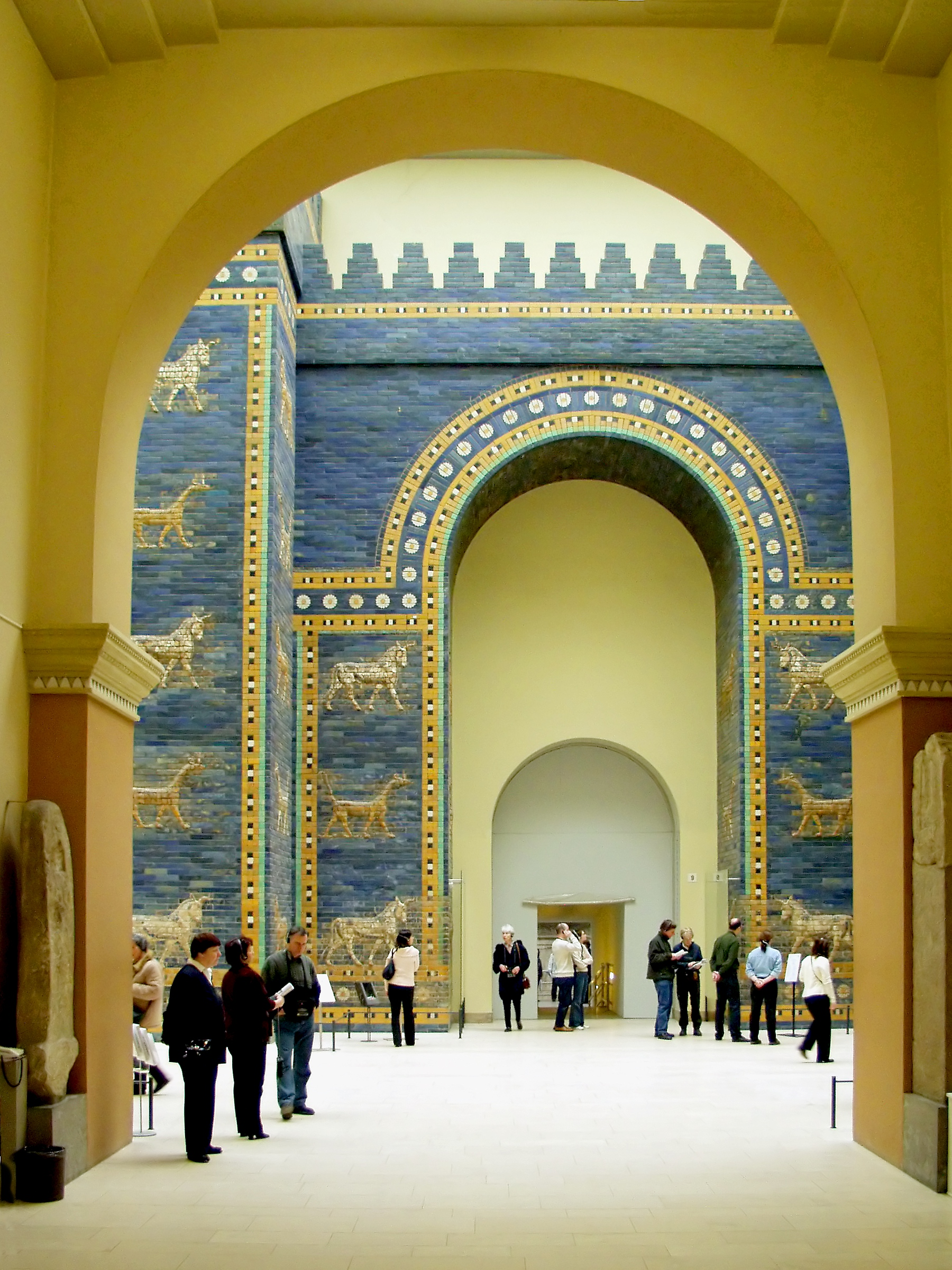
Istarporten.